# Ameta
Ameta je americký němý film, který natočil Frederick S. Armitage (1874–1933). Film trvá zhruba jednu minutu a premiéru měl v dubnu 1903.

## Děj
Film zachycuje tanečnici Ametu, jak předvádí tanec s křídly bohyně Isis.